# Leslie Gwinner
Pour l’article homonyme, voir Gwinner.
Leslie Gwinner, née en 1978, est une réalisatrice française.

## Carrière
Leslie a d'abord eu une carrière d'assistante réalisatrice notamment sur Baron noir, Engrenages, Dérapages, entre autres, avant de passer à la réalisation de fiction depuis 2023,.
En 2023, elle réalise Les Oubliés du Delta qui relate l'exploitation de vietnamiens dans les premières rizières et les salines de Camargue après avoir été réquisitionnés à la suite de la défaite du régime de Vichy face à l'Allemagne nazie en 1940.
En 2024, elle réalise le téléfilm Tu ne tueras point, inspiré de l'histoire vraie d'une mère, Anne Ratier, qui a assassiné son fils autiste en 1987.

## Filmographie

### Télévision
- 2023 : Tu ne tueras point[7].
- 2024 : Les Oubliés du Delta[4].
- 2025 : César Wagner, épisodes 12 et 13.